# Rugby-Union-Afrikameisterschaft 2006
Die Rugby-Union-Afrikameisterschaft 2006 (englisch 2006 Rugby Africa Cup, französisch Coupe d’Afrique de rugby à XV 2006) der Division 1 war die siebte Ausgabe der afrikanischen Kontinentalmeisterschaft in der Sportart Rugby Union. Es waren zwölf Teams beteiligt, die in vier Dreiergruppen eingeteilt waren; Südafrika war mit einer Amateurauswahl vertreten. Jedes Team spielte je ein Heim- und Auswärtsspiel gegen die anderen Teams der Gruppe. Die Gruppensieger zogen ins Halbfinale ein, die Halbfinalsieger ermittelten den Afrikameister. Den Afrikameistertitel gewannen zum dritten Mal die südafrikanischen Amateure.
Die Partien der Division 1 waren gleichzeitig Teil der Qualifikation für die Weltmeisterschaft 2007. Parallel dazu fand der Wettbewerb um die CAR Development Trophy statt (entspricht der zweiten Division), der 15 weitere Nationalmannschaften umfasste.

## Division 1

### Gruppenphase
Für einen Sieg gab es drei Punkte, für ein Unentschieden zwei Punkte, bei einer Niederlage einen Punkt.

#### Gruppe 1
|    | Land     | Spiele | Siege | Unent. | Ndlg. | Spiel- punkte | Diff. | Tabellen- punkte |
| -- | -------- | ------ | ----- | ------ | ----- | ------------- | ----- | ---------------- |
| 1. | Namibia  | 4      | 2     | 0      | 2     | 140:81        | + 59  | 8                |
| 2. | Tunesien | 4      | 2     | 0      | 2     | 91:67         | + 24  | 8                |
| 3. | Kenia    | 4      | 2     | 0      | 2     | 79:162        | − 83  | 8                |

| 27. Mai 2006 | Namibia | 84 : 12 | Kenia | South West Stadium, Windhoek |
| 27. Mai 2006 |         |         |       | South West Stadium, Windhoek |

| 10. Juni 2006 | Kenia | 25 : 21 | Tunesien | RFUEA Ground, Nairobi |
| 10. Juni 2006 |       |         |          | RFUEA Ground, Nairobi |

| 1. Juli 2006 | Tunesien | 24 : 7 | Namibia | Stade El Menzah, Tunis |
| 1. Juli 2006 |          |        |         | Stade El Menzah, Tunis |

| 2. September 2006 | Kenia | 30 : 26 | Namibia | RFUEA Ground, Nairobi |
| 2. September 2006 |       |         |         | RFUEA Ground, Nairobi |

| 16. September 2006 | Tunesien | 31 : 12 | Kenia | Stade El Menzah, Tunis |
| 16. September 2006 |          |         |       | Stade El Menzah, Tunis |

| 7. Oktober 2006 | Namibia | 23 : 15 | Tunesien | South West Stadium, Windhoek |
| 7. Oktober 2006 |         |         |          | South West Stadium, Windhoek |

#### Gruppe 2
|    | Land           | Spiele | Siege | Unent. | Ndlg. | Spiel- punkte | Diff. | Tabellen- punkte |
| -- | -------------- | ------ | ----- | ------ | ----- | ------------- | ----- | ---------------- |
| 1. | Marokko        | 4      | 3     | 1      | 0     | 73:22         | + 51  | 11               |
| 2. | Elfenbeinküste | 4      | 1     | 1      | 2     | 41:71         | − 30  | 7                |
| 3. | Uganda         | 4      | 1     | 0      | 3     | 45:66         | − 21  | 6                |

| 3. Juni 2006 | Marokko | 36 : 3 | Uganda | Stade du C.O.C., Casablanca |
| 3. Juni 2006 |         |        |        | Stade du C.O.C., Casablanca |

| 17. Juni 2006 | Elfenbeinküste | 9 : 9 | Marokko | Stade Robert Champroux, Abidjan |
| 17. Juni 2006 |                |       |         | Stade Robert Champroux, Abidjan |

| 1. Juli 2006 | Uganda | 32 : 7 | Elfenbeinküste | Kyadondo Rugby Football Club, Kampala |
| 1. Juli 2006 |        |        |                | Kyadondo Rugby Football Club, Kampala |

| 2. September 2006 | Uganda | 3 : 5 | Marokko | Kyadondo Rugby Football Club, Kampala |
| 2. September 2006 |        |       |         | Kyadondo Rugby Football Club, Kampala |

| 16. September 2006 | Elfenbeinküste | 18 : 9 | Uganda | Stade Robert Champroux, Abidjan |
| 16. September 2006 |                |        |        | Stade Robert Champroux, Abidjan |

| 7. Oktober 2006 | Marokko | 23 : 7 | Elfenbeinküste | Stade du C.O.C., Casablanca |
| 7. Oktober 2006 |         |        |                | Stade du C.O.C., Casablanca |

#### Gruppe 3
|    | Land                  | Spiele | Siege | Unent. | Ndlg. | Spiel- punkte | Diff. | Tabellen- punkte |
| -- | --------------------- | ------ | ----- | ------ | ----- | ------------- | ----- | ---------------- |
| 1. | South Africa Amateurs | 2      | 2     | 0      | 0     | 114:14        | + 100 | 6                |
| 2. | Senegal               | 2      | 1     | 0      | 1     | 25:100        | − 75  | 4                |
| 3. | Kamerun               | 2      | 0     | 0      | 2     | 25:50         | − 25  | 2                |

| 8. April 2006 | Senegal | 20 : 16 | Kamerun | Stade Léopold Sédar Senghor, Dakar |
| 8. April 2006 |         |         |         | Stade Léopold Sédar Senghor, Dakar |

| 10. Juni 2006 | South Africa Amateurs | 84 : 5 | Senegal | Kings Park Stadium, Durban |
| 10. Juni 2006 |                       |        |         | Kings Park Stadium, Durban |

| 1. Juli 2006 | Kamerun | 9 : 30 | South Africa Amateurs | Stade de la Réunification, Douala |
| 1. Juli 2006 |         |        |                       | Stade de la Réunification, Douala |

#### Gruppe 4
|    | Land       | Spiele | Siege | Unent. | Ndlg. | Spiel- punkte | Diff. | Tabellen- punkte |
| -- | ---------- | ------ | ----- | ------ | ----- | ------------- | ----- | ---------------- |
| 1. | Madagaskar | 2      | 1     | 1      | 0     | 81:40         | + 41  | 5                |
| 2. | Sambia     | 2      | 1     | 0      | 1     | 32:69         | − 37  | 4                |
| 3. | Simbabwe   | 2      | 0     | 1      | 1     | 32:36         | − 4   | 3                |

| 12. August 2006 | Simbabwe | 22 : 22 | Madagaskar | Police Ground, Harare |
| 12. August 2006 |          |         |            | Police Ground, Harare |

| 26. August 2006 | Madagaskar | 59 : 18 | Sambia | Stade Municipal de Mahamasina, Antananarivo |
| 26. August 2006 |            |         |        | Stade Municipal de Mahamasina, Antananarivo |

| 2. September 2006 | Sambia | 14 : 10 | Simbabwe | Lusaka |
| 2. September 2006 |        |         |          | Lusaka |

### Halbfinale
| 7. Oktober 2006 | South Africa Amateurs | 48 : 6 | Madagaskar | Ellis Park Stadium, Johannesburg |
| 7. Oktober 2006 |                       |        |            | Ellis Park Stadium, Johannesburg |

| 28. Oktober 2006 | Namibia | 25 : 7 | Marokko | South West Stadium, Windhoek |
| 28. Oktober 2006 |         |        |         | South West Stadium, Windhoek |

| 11. November 2006 | Marokko | 8 : 27 | Namibia | Stade du C.O.C., Casablanca |
| 11. November 2006 |         |        |         | Stade du C.O.C., Casablanca |

Namibia qualifizierte sich für die WM 2007.

### Finale
| 2. Dezember 2006 | Namibia | 27 : 29 | South Africa Amateurs | South West Stadium, Windhoek |
| 2. Dezember 2006 |         |         |                       | South West Stadium, Windhoek |

## CAR Development Trophy (Division 2)
Für einen Sieg gab es zwei Punkte, für ein Unentschieden einen Punkt, bei einer Niederlage null Punkte.

### Nordzone

#### Gruppe A
|    | Land         | Spiele | Siege | Unent. | Ndlg. | Spiel- punkte | Diff. | Tabellen- punkte |
| -- | ------------ | ------ | ----- | ------ | ----- | ------------- | ----- | ---------------- |
| 1. | Niger        | 3      | 3     | 0      | 0     | 56:5          | + 51  | 6                |
| 2. | Burkina Faso | 3      | 2     | 0      | 1     | 42:20         | + 22  | 4                |
| 3. | Mali         | 3      | 1     | 0      | 2     | 15:25         | − 10  | 2                |
| 4. | Tschad       | 3      | 0     | 0      | 3     | 5:68          | − 63  | 0                |

| 24. März 2006 | Niger | 24 : 0 | Tschad | Stade Général-Seyni-Kounthé, Niamey |
| 24. März 2006 |       |        |        | Stade Général-Seyni-Kounthé, Niamey |

| 24. März 2006 | Burkina Faso | 5 : 3 | Mali | Stade Général-Seyni-Kounthé, Niamey |
| 24. März 2006 |              |       |      | Stade Général-Seyni-Kounthé, Niamey |

| 26. März 2006 | Mali | 12 : 5 | Tschad | Stade Général-Seyni-Kounthé, Niamey |
| 26. März 2006 |      |        |        | Stade Général-Seyni-Kounthé, Niamey |

| 26. März 2006 | Niger | 17 : 5 | Burkina Faso | Stade Général-Seyni-Kounthé, Niamey |
| 26. März 2006 |       |        |              | Stade Général-Seyni-Kounthé, Niamey |

| 28. März 2006 | Burkina Faso | 32 : 0 | Tschad | Stade Général-Seyni-Kounthé, Niamey |
| 28. März 2006 |              |        |        | Stade Général-Seyni-Kounthé, Niamey |

| 28. März 2006 | Niger | 15 : 0 | Mali | Stade Général-Seyni-Kounthé, Niamey |
| 28. März 2006 |       |        |      | Stade Général-Seyni-Kounthé, Niamey |

#### Gruppe B
|    | Land    | Spiele | Siege | Unent. | Ndlg. | Spiel- punkte | Diff. | Tabellen- punkte |
| -- | ------- | ------ | ----- | ------ | ----- | ------------- | ----- | ---------------- |
| 1. | Nigeria | 3      | 3     | 0      | 0     | 77:27         | + 50  | 6                |
| 2. | Togo    | 3      | 2     | 0      | 1     | 38:27         | + 11  | 4                |
| 3. | Ghana   | 3      | 1     | 0      | 2     | 50:49         | + 1   | 2                |
| 4. | Benin   | 3      | 0     | 0      | 3     | 24:86         | − 62  | 0                |

| 25. Juli 2006 | Nigeria | 33 : 3 | Benin | Lomé |
| 25. Juli 2006 |         |        |       | Lomé |

| 25. Juli 2006 | Togo | 8 : 3 | Ghana | Lomé |
| 25. Juli 2006 |      |       |       | Lomé |

| 27. Juli 2006 | Nigeria | 32 : 13 | Ghana | Lomé |
| 27. Juli 2006 |         |         |       | Lomé |

| 27. Juli 2006 | Togo | 19 : 12 | Benin | Lomé |
| 27. Juli 2006 |      |         |       | Lomé |

| 29. Juli 2006 | Ghana | 34 : 9 | Benin | Lomé |
| 29. Juli 2006 |       |        |       | Lomé |

| 29. Juli 2006 | Togo | 11 : 12 | Nigeria | Lomé |
| 29. Juli 2006 |      |         |         | Lomé |

#### Zonenfinale
Durch den Rückzug Nigerias entfiel das Zonenfinale, wodurch Niger ins Divisionsfinale vorrückte.

### Südzone

#### Gruppe A
(Swasiland zog sich vor Turnierbeginn zurück)
|    | Land     | Spiele | Siege | Unent. | Ndlg. | Spiel- punkte | Diff. | Tabellen- punkte |
| -- | -------- | ------ | ----- | ------ | ----- | ------------- | ----- | ---------------- |
| 1. | Tansania | 2      | 2     | 0      | 0     | 131:11        | + 120 | 4                |
| 2. | Burundi  | 2      | 1     | 0      | 1     | 22:66         | − 44  | 2                |
| 3. | Ruanda   | 2      | 0     | 0      | 2     | 14:90         | − 76  | 0                |

| 15. August 2006 | Tansania | 60 : 3 | Burundi | Braeburn International School, Arusha |
| 15. August 2006 |          |        |         | Braeburn International School, Arusha |

| 17. August 2006 | Burundi | 19 : 6 | Ruanda | Braeburn International School, Arusha |
| 17. August 2006 |         |        |        | Braeburn International School, Arusha |

| 19. August 2006 | Tansania | 71 : 8 | Ruanda | Braeburn International School, Arusha |
| 19. August 2006 |          |        |        | Braeburn International School, Arusha |

#### Gruppe B
|    | Land      | Spiele | Siege | Unent. | Ndlg. | Spiel- punkte | Diff. | Tabellen- punkte |
| -- | --------- | ------ | ----- | ------ | ----- | ------------- | ----- | ---------------- |
| 1. | Réunion   | 3      | 3     | 0      | 0     | 90:3          | + 87  | 6                |
| 2. | Mauritius | 3      | 2     | 0      | 1     | 40:53         | − 13  | 4                |
| 3. | Botswana  | 3      | 1     | 0      | 2     | 55:45         | + 10  | 2                |
| 4. | Mayotte   | 3      | 0     | 0      | 3     | 21:105        | − 84  | 0                |

| 30. Mai 2006 | Réunion | 48 : 0 | Mayotte | Saint-Denis |
| 30. Mai 2006 |         |        |         | Saint-Denis |

| 30. Mai 2006 | Mauritius | 20 : 15 | Botswana | Saint-Denis |
| 30. Mai 2006 |           |         |          | Saint-Denis |

| 1. Juni 2006 | Mauritius | 20 : 13 | Mayotte | Saint-Denis |
| 1. Juni 2006 |           |         |         | Saint-Denis |

| 1. Juni 2006 | Réunion | 17 : 13 | Botswana | Saint-Denis |
| 1. Juni 2006 |         |         |          | Saint-Denis |

| 3. Juni 2006 | Mayotte | 8 : 37 | Botswana | Saint-Denis |
| 3. Juni 2006 |         |        |          | Saint-Denis |

| 3. Juni 2006 | Réunion | 29 : 0 | Mauritius | Saint-Denis |
| 3. Juni 2006 |         |        |           | Saint-Denis |

#### Zonenfinale
| 7. Oktober 2006 | Tansania | 11 : 10 | Réunion | Braeburn International School, Arusha |
| 7. Oktober 2006 |          |         |         | Braeburn International School, Arusha |

### Finale
| 29. Oktober 2006 | Tansania | 29 : 10 | Niger | Braeburn International School, Arusha |
| 29. Oktober 2006 |          |         |       | Braeburn International School, Arusha |